# Ким Джэ Бом
Ким Джэ Бом (кор. 김재범?, 金宰範?; род. 25 января 1985, Кимчхон, Кёнсан-Пукто) — южнокорейский дзюдоист, олимпийский чемпион, чемпион мира, Азии и Азиатских игр.
Родился в 1985 году в Кимчхоне. В 2004 году стал чемпионом мира среди юниоров. В 2005 году стал чемпионом Азии. В 2008 году вновь выиграл чемпионат Азии, а на Олимпийских играх в Пекине завоевал серебряную медаль. В 2009 году снова стал чемпионом Азии. В 2010 году выиграл чемпионат мира и Азиатские игры. В 2011 году стал чемпионом мира и Азии. В 2012 году выиграл чемпионат Азии и Олимпийские игры в Лондоне. В 2014 году стал чемпионом Азиатских игр.